# Julius Riemer
Julius Riemer (4 de abril de 1880 - 17 de noviembre de 1958) fue un propietario de una fábrica alemana, empresario, fundador del Wittenberg Museo del Castillo y coleccionista de objetos de historia natural y etnográficos.
Riemer era el hijo mayor de la familia de un industrial berlinés. Una visita al museo de historia natural de Berlín cuando tenía nueve años con su abuelo le fascinó y comenzó a coleccionar especímenes. Sus intereses eclipsaron sus estudios y no le fue bien en la escuela. Se hizo cargo de la fábrica de su padre y produjo guantes de cuero, la mayor industria de este tipo en Alemania en la década de 1940. En sus viajes de negocios también coleccionaba objetos de otros comerciantes y a través de coleccionistas. Recibió más de 1000 objetos etnológicos de África a través del zoólogo Eugen Hintz. Sus colecciones incluían fósiles, minerales, plumas, cráneos, insectos y conchas, y su museo privado creció. Durante la Segunda Guerra Mundial, los bombardeos aéreos le obligaron a trasladar sus colecciones a su casa de Sieversdorf y alquiló graneros de granjeros y otras personas para ocultar sus colecciones, pero al menos un tercio de ellas fue destruido.
Durante el tercer Reich, Riemer se interesó por las cuevas y la espeleología. Como amigo del Dr. Benno Wolf, la Gestapo se puso en contacto con él para evitar que éste destruyera el trabajo que había realizado durante toda su vida con la creación de una base de datos sobre cuevas. Wolf había nacido en el seno de una familia judía, pero se había convertido al cristianismo protestante, aunque fue destituido de sus cargos oficiales y detenido. Reimer se hizo con las colecciones y manuscritos de Wolf y legó estos materiales a la Sociedad de Historia Natural de Núremberg en abril de 1947. Riemer también entró en posesión de las colecciones de aves de Oscar Neumann, a quien ayudó a escapar a Cuba. Riemer estuvo en contacto con los dirigentes nazis. Heinrich Himmler lo había nombrado "Landesgruppenleiter Reich-Mitte", jefe de la asociación de especialistas en cuevas, así como jefe de propaganda. Otros investigadores han encontrado pruebas en las que Riemer fue clasificado como "políticamente fiable" por los nazis. El publicista de extrema derecha y profesor de yoga Mathias Tietke llamó a Riemer "amigo nazi" en 2021, lleno de admiración.
Riemer fue miembro de varias asociaciones académicas. A propuesta de Otto Kleinschmidt, fundó en 1947 un museo de historia natural y etnología en el castillo de Wittenberg. El museo se inauguró en 1949. Fue cerrado en 2011 y reabierto en 2018 por iniciativa de los Amigos de la Colección Julius Riemer con el asesoramiento científico de Nils Seethaler.
Riemer se casó tres veces; se divorció de su primera esposa Luzie en la década de 1930, mientras que su segunda esposa Hedwig murió en 1945. En 1947 se casó con su ahijada, la museóloga Charlotte Mathieu.

## Museo de Historia Natural y Etnología

### Desarrollo del museo hasta su cierre en 2011
Después de 1945, Julius Riemer recibió una oferta del párroco provincial y biólogo Otto Kleinschmidt para crear un museo de historia natural y etnología en el castillo de Wittenberg como ampliación de la casa de investigación de la iglesia en ese lugar. Julius Riemer ya había mantenido contactos privados y comerciales con Wittenberg y sus alrededores durante décadas. En 1947 se completó el traslado de la colección. En 1949 se inauguraron las primeras salas de exposición, En 1954 la fundación del Museum für Natur- und Völkerkunde a partir de su colección privada, que dirigió hasta su muerte en 1958. Su esposa Charlotte Riemer, que como museóloga estudiada ya había apoyado a su marido en la construcción del museo, continuó el museo y lo amplió considerablemente. En relación con la concentración de las colecciones etnológicas en cuatro sedes planificada por la RDA, numerosos préstamos y donaciones de otros museos llegaron al museo de Wittenberg, que como nueva fundación complementó las tres sedes tradicionales de los museos etnológicos de Leipzig, Dresde y Herrnhut.
El museo ocupaba dos plantas del castillo de Wittenberg. La planta baja albergaba la exposición de historia natural con las áreas temáticas de evolución, sistemática zoológica y fisiología, y una sala con primates y otra con ungulados; la planta superior contenía exposiciones sobre las culturas de África y Oceanía, además de áreas más pequeñas sobre el Antiguo Egipto y la América precolombina. Un espacio sobre la naturaleza de Oceanía y una exposición especial sobre la etnología de Japón completan la sección etnológica. Este concepto de exposición se rediseñó y modernizó tras la muerte de la Sra. Riemer, pero en esencia se mantuvo hasta 2011.
El director oficial del museo desde 1990 hasta su jubilación en 2001 fue el etnólogo Klaus Glöckner (fallecido en 2018), que había trabajado en el museo en diversas funciones desde 1980. Durante este tiempo organizó numerosas exposiciones especiales o las trajo al museo. Klaus Glöckner era especialmente conocido en la región por su activa labor en la enseñanza de las ciencias naturales.
Con la muerte de la viuda de Julius Riemer en 2002, la colección pasó a la ciudad de Wittenberg mediante un contrato de herencia. La colección pasó así a formar parte de las colecciones municipales bajo la dirección de Andreas Wurda.

### Almacenamiento de la exposición y planes para una nueva concepción
Dado que el castillo de Wittenberg fue completamente renovado y rediseñado arquitectónicamente a partir de 2011 con vistas al Año de Lutero 2017, la exposición que había allí con objetos de la Colección Julius Riemer tuvo que trasladarse y fue almacenada. Una colección más amplia de objetos etnológicos, que se había conservado y expuesto en préstamo en Wittenberg, volvió a su ubicación original, el Museum Mauretianum de Altenburg (Turingia).
Al prever un nuevo uso para el castillo, se inició la búsqueda de una nueva ubicación para la colección restante. También se consideró la posibilidad de almacenar permanentemente la colección. Una iniciativa ciudadana, que se transformó en la asociación Freundeskreis Julius-Riemer-Sammlung e.V. en 2013, hizo campaña por una nueva concepción de la colección. Para lograr este objetivo, promovió la conservación de la colección y su recepción museística y académica con numerosos eventos. La asociación recibió el apoyo de científicos de toda Alemania. Desde 2013, el primatólogo Carsten Niemitz  Patrocinador de los Amigos de la Colección Riemer.
Desde 2014, la ciudad presentó los planes iniciales para reabrir la Colección Riemer en el contexto del complejo museístico previsto en la Arsenalplatz.
En marzo de 2015 se inauguró la planta baja en el Museo de Colecciones Municipales en la Armería de Wittenberg: En trescientos metros cuadrados se exponen dieciocho "joyas de la corona" de la ciudad, entre ellas tres objetos de la colección de Julius Riemer como referencia a la exposición permanente sobre historia natural y etnología prevista en el mismo edificio con piezas de la colección Riemer.

### La nueva exposición permanente "El mundo de Riemer"
Desde el 21 de diciembre de 2018, la colección vuelve a tener una exposición permanente. En la primera planta de la Zeughaus, se exponen unas 1500 piezas de la colección de Julius Riemer en unos 500 metros cuadrados de espacio expositivo. Los objetos de la historia natural y la etnología se presentan predominantemente y en partes más o menos iguales. Además, hay una zona de exposición más pequeña que trata biográficamente de Julius Riemer como coleccionista y mecenas. La exposición titulada "El mundo de Riemer" tiene el carácter de una revista de espuma. El contenido científico se transmite a través de 15 objetos destacados de la historia natural y la etnología, con el fin de hacer didácticamente accesible el gran número de objetos expuestos. En el centro de la exposición se encuentra una instalación en forma de carrusel que relaciona de forma lúdica las exposiciones de etnología y ciencias naturales. Esta exposición de las Colecciones Municipales de Wittenberg se preparó durante varios años en colaboración con los Amigos de la Colección Julius Riemer. Es la única exposición etnológica permanente en Sajonia-Anhalt que presenta muestras de diferentes continentes.

### Exposiciones etnológicas especiales
En 2016, las Colecciones Municipales de Wittenberg, en colaboración con los Amigos de la Colección Julius Riemer, volvieron a presentar al público una exposición etnológica especial. En la Zeughaus, la exposición "El descubrimiento del individuo" Se expusieron esculturas de los Lobi de África Occidental, procedentes de la colección del arquitecto berlinés Rainer Greschik. Posteriormente, el coleccionista entregó una serie de objetos a la ciudad. Esto no sólo continuó la tradición de donar objetos etnológicos iniciada por Riemer, sino que también amplió los fondos de las colecciones de la ciudad al añadir un grupo étnico que no estaba representado anteriormente en la colección Riemer. La exposición especial era deliberadamente un adelanto de la exposición permanente prevista en el mismo edificio.
Desde diciembre de 2017, este concepto tiene continuidad con la exposición especial culturalmente comparativa "Objetos de culto - Pruebas materiales de la fe, la reverencia y el recuerdo en las culturas de la humanidad", concebida con motivo del final del Año Lutero.
Se exponen reliquias, exvotos y otros objetos de culto procedentes de seis continentes y tres milenios. Por primera vez desde 2012, se expusieron objetos de historia natural y etnológicos de la Colección Julius Riemer en un contexto temático. Sin embargo, dado que la mayor parte de la Colección Riemer aún no estaba disponible para la nueva presentación prevista para 2018, esta exposición también se basó en gran medida en los préstamos. Mediante la referencia explícita al antiguo Heiltum de Wittenberg y la presentación puntual de objetos seleccionados de la Colección Riemer y de las colecciones sobre la historia de la ciudad, se reforzó en cuanto al contenido la unidad museística de todas las colecciones de la ciudad en la Zeughaus, objetivo de la futura exposición permanente. Para ambas exposiciones especiales, se pudo ganar al etnólogo Nils Seethaler como asesor científico. También gestionó los préstamos externos y organizó su traslado a Wittenberg.

## Literatura
- Karina Blüthgen: Finissage im Zeughaus, Seit es Menschen gibt, werden Dinge verehrt In: Mitteldeutsche Zeitung vom 22. April 2018.[9]
- Rainer Greschik/ Nils Seethaler (Vorwort): Lobi. Westafrikanische Skulpturen aus der Sammlung Greschik. Herausgegeben anlässlich der Ausstellung „Die Entdeckung des Individuums“ in der Lutherstadt Wittenberg, 2016.
- R. Gruber-Lieblich: Das Museum für Natur- und Völkerkunde „Julius Riemer“ – In: J.Hüttemann & P. Pasternack: Wissensspuren. Bildung und Wissenschaft in Wittenberg nach 1945 (Wittenberg 2004)
- R. Gruber-Lieblich & F. Knolle: Julius Riemer – Mäzen von Benno Wolf – Mitt. Verb. dt. Höhlen- u. Karstforscher 53 (2): 43–45 (2004)
- F. Heller: Nachrufe auf Julius Riemer und Hans Brand – Mitt. Verb. dt. Höhlen- u. Karstforscher 5(2): 8 (1959)
- M.H. Kater: Das „Ahnenerbe“ der SS 1935–1945. Ein Beitrag zur Kulturpolitik des Dritten Reiches – Studien Zeitgesch., Inst. f. Zeitgesch. (1974)
- F. Knolle: Zur Geschichte der deutschen Höhlenkunde im Schatten des Nationalsozialismus – Mitt. Verb. dt. Höhlen- u. Karstforscher 36(1): 4–10 (1990)
- F. Knolle & B. Schütze: Dr. Benno Wolf, sein Umfeld und seine interdisziplinäre Wirkung – eine Klammer zwischen den deutschen Höhlenforscherverbänden – Mitt. Verb. dt. Höhlen- u. Karstforscher 51(2): 48–55 (2000)
- Wittenberger Museum. Lebenswerk eines Berliners. In: Neue Zeit, 17. Oktober 1951, S. 5